# Iris Drögekamp
Iris Drögekamp (* 1967 in Hagen) ist eine deutsche Hörspielregisseurin.

## Leben
Nach dem Abitur studierte sie an der Albert-Ludwigs-Universität Freiburg und an der Universität Hamburg.
Als redaktionelle Mitarbeiterin und Regieassistentin arbeitete sie bis 2001 bei verschiedenen ARD-Anstalten. Daneben war sie freie Autorin bei der taz in Hamburg und arbeitete beim Freien Sender Kombinat Hamburg mit.
2001–2002 wurde sie beim Südwestrundfunk zur Hörspiel-Regisseurin ausgebildet und lebte anschließend als freie
Regisseurin und Dramaturgin in Baden-Baden, Hamburg und Japan.
2007 erhielt sie einen Lehrauftrag für Hörspiel an der HfG Karlsruhe sowie an der HDM Stuttgart.
Seit dem Jahr 2011 arbeitet sie fest als Hörspielregisseurin beim SWR.

## Hörspielbearbeitungen, Feature- und Hörspielregie (Auswahl)
- 2004 Annelies Tock: Blume im Wind, Kinderhörspiel (SWR)
- 2005 Michael Frayn: Democracy (SWR)
- 2006 Wilhelm Hauff: Das kalte Herz (SWR)
- 2005 Jochanan Shelliem: Weinen Sie nicht, die gehen nur baden! (SWR)
- 2008 Martin Heckmanns: Kommt ein Mann zur Welt, Komposition: Ulrich Bassenge (SWR/HR)
- 2008 Juli Zeh: Das Land der Menschen(SWR)
- 2009 Ulf Stolterfoht: Das Deutsche Dichterabzeichen (SWR)
- 2009 Thomas Gaevert: Liebesstimmen – Die Geschichte der Kerstin Blasczyk (SWR)
- 2010 Oswald Egger: Ohne Ort und Jahr (SWR)
- 2011 Herbert Beckmann: Aber ich dich nicht (SWR)
- 2011 Friederike Roth: Abendlandnovelle (SWR)
- 2011 Thomas Gaevert: Lizenz zur Spionage – Militärische Verbindungsmissionen im Kalten Krieg (SWR2)
- 2012 Raoul Schrott: Die erste Erde (SWR/BR)
- 2012 Wolfgang Herrndorf: Tschick, Komposition: Ulrich Bassenge (NDR)
- 2012 Roland Schimmelpfennig: Der goldene Drache (SWR)
- 2013 Nick Payne: Konstellationen, Komposition: Ulrich Bassenge (SWR)
- 2013 Oswald Egger: Linz und Lunz, Komposition: Ulrich Bassenge (SWR)
- 2013 John Burnside: Fügung (SWR)
- 2013 Marcel Beyer: Flughunde, Komposition: Ulrich Bassenge (SWR)
- 2013 Dietmar Dath und Thomas Weber: Larissa oder Sprich diesen Tod nicht aus, Komposition: Kammerflimmer Kollektief (SWR)
- 2014 Joke van Leeuwen: Als mein Vater ein Busch wurde und ich meinen Namen verlor, Komposition: Kammerflimmer Kollektief (SWR)
- 2014 Robert Musil: Die Verwirrungen des Zöglings Törleß, Komposition: Kammerflimmer Kollektief (SWR/ORF)
- 2014 Thomas Gaevert: Spitzelnde Freunde – Deutschland und der amerikanische Geheimdienst NSA (SWR)
- 2015 Rainer Maria Rilke: Die Aufzeichnungen des Malte Laurids Brigge, Komposition: Kammerflimmer Kollektief (SWR)
- 2015 Fred Breinersdorfer: Elser (SWR)
- 2015 Alfred Döblin: Karl und Rosa, Komposition: Martina Eisenreich (SWR/NDR)
- 2016 Sibylle Lewitscharoff: Brunnenhalle, Komposition: Andreas Bick (SWR)
- 2017 Thomas Gaevert: Die Luftpiraten von Marienbad – Geschichte einer Flugzeugentführung (SWR)
- 2018 Marcel Proust: Sodom und Gomorrha, Komposition: Hermann Kretzschmar (SWR/DLF)
- 2019 Jan Decker: Bestie Angerstein (SWR)
- 2019 Ulf Stolterfoht und  Thomas Weber: ein strumpf wächst durch den tisch, Komposition: Kammerflimmer Kollektief (SWR)
- 2019 Thomas Gaevert: Das Generationenprojekt – Der Uranabbau in Ostdeutschland und seine Folgen (SWR)
- 2020 Benjamin Maack: Wenn das noch geht, kann es nicht so schlimm sein (NDR)
- 2021 Ulf Stolterfoht / Thomas Weber: Rückkehr von Krähe (SWR)
- 2022 Juan S. Guse: Miami Punk. The complete DLC (NDR/SWR)
- 2022 Ulf Stolterfoht / Thomas Weber: Der bezaubernde Herr Krähe in: Flügel zu vermieten (SWR)

## Auszeichnungen
- 2006 Deutscher Hörbuchpreis für Weinen Sie nicht, die gehen nur baden!
- 2007 Preis bei den Zonser Hörspieltagen für Das Amt von Géza Czopf
- 2008 Rias-Radiopreis für Damit die Welt besser wird – Die Samariter vom Arivaca-Tal von Tom Noga
- 2010 Karl-Sczuka-Preis für Ohne Ort und Jahr gemeinsam mit Oswald Egger[3]
- 2012 Europäischer CIVIS-Radiopreis für Back to Bosporus von Patrick Batarilo
- 2012 Deutsch-Französischer Journalistenpreis für Ma Grande, meine Liebe, mein Leben! von Christian Buckard und Daniel Guthmann
- 2013 Karl-Sczuka-Preis für Linz und Lunz gemeinsam mit Oswald Egger[4]
- 2015 Stipendium Goethe-Institut Villa Kamogawa, Kyoto
- 2020 Hörspiel des Monats März für Wenn das noch geht, kann es nicht so schlimm sein von Benjamin Maack